# Anh Thơ (nhà thơ)
Anh Thơ (tên thật là Vương Kiều Ân; 1918 - 2005) là nữ nhà thơ Việt Nam, được tặng Giải thưởng Nhà nước về Văn học nghệ thuật năm 2001 và được truy tặng Giải thưởng Hồ Chí Minh về Văn học nghệ thuật năm 2007. Bà được xem là nhà thơ nữ nổi tiếng nhất của phong trào Thơ Mới.

## Tiểu sử
Anh Thơ (các bút danh khác: Hồng Anh, Tuyết Anh, Hồng Minh) sinh 25 tháng 1 năm 1918  tại thị trấn Ninh Giang, huyện Ninh Giang, tỉnh Hải Dương; quê quán: thị xã Bắc Giang, tỉnh Bắc Giang. Cha bà là một nhà nho đậu tú tài và ra làm công chức cho Pháp nên phải thuyên chuyển nhiều nơi, Anh Thơ cũng phải đổi trường học từ Hải Dương sang Thái Bình rồi về lại Bắc Giang mà vẫn chưa qua bậc tiểu học. Ban đầu, bà lấy bút danh Hồng Anh, sau mới đổi thành Anh Thơ.
Bà không được đi học nhiều ở nhà trường, nhưng vốn ham thích văn học từ sớm, và phần nào cũng chịu ảnh hưởng từ gia đình bên ngoại - cũng là một gia đình Nho giáo.
Gần đến Cách mạng tháng Tám, Anh Thơ tham gia Việt Minh năm 1945, từng là Bí thư huyện Hội phụ nữ 4 huyện thời đó: Việt Yên, Lục Ngạn, Bắc Sơn, Hữu Lũng (tỉnh Bắc Giang), ủy viên thường vụ Tỉnh hội phụ nữ hai tỉnh Bắc Giang và Lạng Sơn.
Bà là một trong những hội viên đầu tiên của Hội Nhà văn Việt Nam (năm 1957), ủy viên Ban chấp hành Hội Nhà văn Việt Nam (khóa 1 và 2).
Từ năm 1971 đến năm 1975 bà làm biên tập viên tạp chí Tác phẩm mới. Bà cũng là ủy viên Thường vụ Hội Liên hiệp Văn học nghệ thuật Việt Nam.
Bà mất ngày 14 tháng 3 năm 2005 tại Hà Nội do bệnh ung thư phổi. 

## Sự nghiệp
Anh Thơ sáng tác từ sớm, năm 17 tuổi với tập Bức tranh quê bà được nhận giải khuyến khích của Tự Lực Văn Đoàn. Có thể xem Bức tranh quê là tập thơ mở đầu cho một khuynh hướng riêng trong phong trào Thơ mới: tập trung toàn bộ cảm hứng vào phong cảnh làng quê, làm sống lại vẻ đẹp nghìn đời của nông thôn Việt Nam. Những bức tranh thiên nhiên tưởng chừng như khách quan vô tình này không phải không chứa đựng sự khao khát sống và yêu đương của tâm hồn thiếu nữ muốn thoát ra khỏi sự ràng buộc nặng nề của xã hội đương thời. Trước 1945, bà còn có 1 tiểu thuyết viết về thân phận người phụ nữ (Răng đen, 1943) và 2 tập thơ chung với các tác giả khác (Xưa - 1943 và Hương xuân - 1944. Sau đó bà tham gia viết bài cho báo Đông Tây và một vài báo khác.
Trong giai đoạn tham gia Việt Minh, thơ của bà nói nhiều đến tâm tình và hình ảnh người phụ nữ ở hậu phương, nhất là người phụ nữ cán bộ đã anh dũng vượt lên đau xót, mất mát và xa cách, gánh chịu những hy sinh thầm lặng, góp phần vào thắng lợi của dân tộc.
Trong những năm chống Mỹ, Anh Thơ mở rộng đề tài và cảm xúc trong thơ của mình, nói đến những nét đẹp của cuộc sống mới, chủ nghĩa anh hùng của con người Việt Nam, nhất là người phụ nữ bình dị.

Ngoài thơ, tập Hồi ký Anh Thơ của bà cũng được đánh giá cao trong thể loại hồi ký.
| “                        | Khi chị đến thì phong trào Thơ mới đã ổn định với các tên tuổi tiêu biểu của nó, nhưng chị vẫn có đóng góp riêng: những bức tranh thôn quê xứ Bắc. Cùng với Nguyễn Bính, Đoàn Văn Cừ, Bàng Bá Lân… Anh Thơ làm giàu thêm lòng yêu quê hương làng nước của người Việt Nam mình. Hơn bốn mươi năm theo cách mạng, ngòi bút Anh Thơ cũng nếm đủ mọi thăng trầm, gánh chịu mọi hay dở chung của cả nền thơ. Chăm chỉ đi, chăm chỉ viết. Tầm xã hội của thơ chị đã vượt lên nhiều. Điều đó rất đáng trân trọng nếu ta biết được chị đã phải cố gắng thế nào để từ một cô gái tỉnh lẻ, trong một gia đình khuôn phép chật hẹp, trở thành một nhà thơ, rồi một nhà thơ cách mạng… | ” |
| — nhà thơ Vũ Quần Phương | |   |

Năm 2001, Anh Thơ được tặng Giải thưởng Nhà nước về Văn học nghệ thuật với các tập thơ: Hoa dứa trắng, Quê chồng và truyện thơ Kể chuyện Vũ Lăng; năm 2007, bà được truy tặng Giải thưởng Hồ Chí Minh về Văn học nghệ thuật với tập thơ Bức Tranh Quê (1941), tập hồi ký Từ Bến Sông Thương (2002).

## Tác phẩm
- Bức tranh quê (thơ, 1939)[8], 45 bài thơ
- Xưa (thơ, in chung, 1942)
- Răng đen (tiểu thuyết, 1943)
- Hương xuân (thơ, in chung, 1944)
- Kể chuyện Vũ Lăng (truyện thơ, 1957)
- Theo cánh chim câu (thơ, 1960)
- Đảo ngọc (thơ, 1964)
- Hoa dứa trắng (thơ, 1967)
- Sang Thu ( thơ, 1977)
- Mùa xuân màu xanh (thơ, 1974), 39 bài thơ
- Quê chồng (thơ, 1979)
- Lệ sương (thơ, 1995)
- Cuối mùa hoa (thơ, 2000)
- Hồi ký Anh Thơ (hồi ký, 2002, gồm 3 tập: Từ bến sông Thương, Tiếng chim tu hú, Bên dòng sông chia cắt)
- Bến đò bên sông

## Vinh danh
- Giải thưởng Hồ Chí Minh về Văn học nghệ thuật năm 2007.
- Giải thưởng Nhà nước về Văn học nghệ thuật năm 2001.

### Giải thưởng văn học
- Giải khuyến khích cuộc thi do Tự Lực văn đoàn tổ chức năm 1939, với tập thơ Bức tranh quê,

## Đời tư
Mãi tới năm 36 tuổi, nhà thơ Anh Thơ mới kết hôn với bác sĩ Bùi Viên Dinh. Do không thể sinh con, ông Dinh và bà Anh Thơ đã nhận nuôi một người con gái là Cẩm Thơ, vốn cũng được coi là một nhà thơ thiếu nhi cùng thời với Trần Đăng Khoa. Sau khi chồng mất và con gái lấy chồng định cư ở nước ngoài, Anh Thơ sống một mình ở Hà Nội đến khi qua đời.